# Josef Schepper
Josef Schepper (* 15. März 1927) ist ein ehemaliger deutscher Fußballspieler. Der hauptberufliche Autoschlosser und Monteur wurde 1950 mit Kickers Offenbach deutscher Vizemeister.

## Karriere
Schepper gehörte als Torwart zunächst Kickers Offenbach an, für den er von 1945 bis 1952 in der Oberliga Süd Punktspiele bestritt. Nachdem die ersten drei Spielzeiten mit Platz zwölf, fünf und neun abgeschlossen wurden, errang er mit seiner Mannschaft 1948/49 die Meisterschaft und nahm infolgedessen auch an der Endrunde um die Deutsche Meisterschaft teil. Sein Debüt bestritt er am 12. Juni 1949 in Kaiserslautern in der Viertelfinal-Begegnung mit Wormatia Worms, die nach Verlängerung mit 2:2 endete und keinen Sieger hervorgebracht hatte. Das eine Woche später in Karlsruhe ausgetragene Wiederholungsspiel gewann er mit seiner Mannschaft mit 2:0 und erreichte damit das Halbfinale. Die Begegnung am 26. Juni 1949 in Gelsenkirchen wurde gegen den späteren Deutschen Meister VfR Mannheim mit 1:2, wie auch das Spiel um Platz 3 am 9. Juli gegen den 1. FC Kaiserslautern, jedoch erst nach Verlängerung, verloren.
An der Endrunde um die Deutsche Meisterschaft 1949/50 nahm er als Drittplatzierter der Saison, was seinerzeit möglich war, ebenfalls teil und bestritt alle fünf Endrundenspiele einschließlich des Wiederholungsspiels des Halbfinales gegen Preußen Dellbrück und des Finales. Dieses fand am 25. Juni im Berliner Olympiastadion statt und wurde mit 1:2 gegen den VfB Stuttgart verloren; das einzige Tor seiner Mannschaft gelang Horst Buhtz mit dem Anschlusstreffer in der 47. Minute.
Zur Saison 1952/53 zum Ligakonkurrenten Viktoria Aschaffenburg gewechselt, spielte er für diesen bis Saisonende 1953/54; als Tabellenletzter musste der Verein in die 2. Oberliga Süd absteigen, aus der er als Zweitplatzierter in die Oberliga Süd zurückkehrte.

## Erfolge
- Zweiter der Deutschen Meisterschaft 1950
- Meister der Oberliga Süd 1949